# Elaeocarpus coumbouiensis
Elaeocarpus coumbouiensis är en tvåhjärtbladig växtart som beskrevs av André Guillaumin. Elaeocarpus coumbouiensis ingår i släktet Elaeocarpus och familjen Elaeocarpaceae. Inga underarter finns listade i Catalogue of Life.